# Степанов, Иван Фёдорович
Иван Фёдорович Степанов (15 апреля 1924, Удмуртия — 22 октября 1943, Ходоров, Мироновский район) — орудийный номер 981-го зенитно-артиллерийского полка, красноармеец. Герой Советского Союза.

## Биография
Родился 15 апреля 1924 года в деревне Заречный Билиб ныне Шарканского района Удмуртии. Удмурт. С 1936 года жил в деревне Липовка Воткинского района. Здесь окончил 7 классов, работал в колхозе.
В 1942 году Воткинским райвоенкоматом Удмуртской АССР призван в армию. В действующей армии — с января 1943 года. На Воронежском фронте воевал в составе 981-го зенитного артиллерийского полка, участвовал в разгроме немцев под Курском и Белгородом. 5 августа 1943 года орудийный расчёт, в составе которого был Степанов, сбил немецкий бомбардировщик Ю-88. Степанов был награждён медалью «За отвагу».
В дальнейшем, освобождая от немцев Левобережную Украину, 40-я армия после боёв за освобождение городов Пирятин, Яготин, Переяслав вечером 23 сентября вышла к Днепру. Зенитный расчёт младшего сержанта Асманова, в котором служил Степанов, на своём счету уже имел три сбитых немецких самолёта.
Уже к утру 24 сентября бойцы 161-й и 337-й стрелковых дивизий, с ходу переправившиеся через Днепр, заняли населённые пункты Луковица и Великий Букрин, продвинувшись на 3-4 километра от места форсирования. Они создали так называемый Букринский плацдарм, на который было решено переправить зенитную артиллерию для защиты войск от атак вражеской авиации.
28 сентября 1943 года 4-я батарея 981 зенитно-артиллерийского полка получила приказ переправиться на правый берег Днепра. В составе батареи 37-миллиметровых автоматических зенитных пушек образца 1939 года было и орудие младшего сержанта Асманова. В ночь на 29 сентября на спаренном пароме, буксируемом катером, под огнём противника, расчёт первым переправился через реку и занял огневую позицию в районе деревни Зарубенцы. Вслед за ним переправились и остальные пушки батареи, а затем и всего 981-го полка. В тот же день противник при поддержке «мессершмиттов» предпринял контратаку наших стрелковых частей на плацдарме. Зенитчики встретили самолёты плотным огнём. При этом расчёт Асманова сбил один «мессершмитт». Другие орудия и пулемётная рота сбили ещё два самолёта.
Бои на плацдарме приняли ожесточённый характер, некоторые населённые пункты по нескольку раз переходили из рук в руки. Части 40-й армии самоотверженно сдерживали натиск противника. На правый берег переправлялись всё новые подразделения, в том числе артиллерия и танки. Утром 12 октября началось решительное наступление с целью расширения захваченного плацдарма.
21 октября батарея лейтенанта Аксёнова передислоцировалась ближе к переднему краю и оборудовала огневые позиции на окраине села Ходоров. На рассвете 22 октября на всю глубину наших боевых порядков обрушился огонь вражеской артиллерии и миномётов. В воздухе появился немецкий самолёт-корректировщик, а вскоре над позициями наших войск появилось 27 пикирующих бомбардировщиков Ю-87. Зенитчики, находясь под непрерывным артобстрелом, немедленно открыли по самолётам заградительный огонь. Однако, прорвавшись через огневую завесу, немецкие самолёты группами устремились на позиции наземной артиллерии, танковых частей и на позиции зенитчиков. Зенитчики продолжали стрелять по пикирующим самолётам. Расчёту орудия Асманова удалось сбить один «Юнкерс». Это был пятый самолёт, сбитый расчётом за время его участия в боевых действиях. Часть немецких самолётов, сбросив бомбы, покинула поле боя. Однако два «юнкерса» внезапно спикировали на батарею со стороны солнца. Одна из сброшенных ими бомб попала прямо в орудийный окоп пушки младшего сержанта Асманова. Все зенитчики, некоторые из которых были ранены или контужены, но до последнего момента стояли на своих местах и вели непрерывный огонь по самолётам, были убиты.
Указом Президиума Верховного Совета СССР от 24 декабря 1943 года за мужество и отвагу, проявленную в боях на правом берегу Днепра, все члены орудийного расчета во главе с командиром орудия Асмановым, в том числе и красноармеец Степанов Иван Фёдорович, были удостоены звания Героя Советского Союза.
Похоронен в селе Ходоров Мироновского района Киевской области.
Награждён орденом Ленина, медалью «За отвагу».
В селе Ходоров была установлена мемориальная доска. В селе Шаркан Удмуртской Республики именем Героя названа улица.